# Matematické kyvadlo

Matematické kyvadlo

Matematické kyvadlo je nejjednodušším modelem kyvadla. Předpokládá zavěšeni hmotného bodu na tenkém nepružném dokonale ohebném vlákně zanedbatelné hmotnosti. Zanedbává se odpor vzduchu při pohybu kyvadla i tření v závěsu a tíhové pole se považuje za homogenní. Pohyb se navíc děje v jedné rovině a lze jej tak popsat jednou souřadnicí, většinou úhlem výchylky z rovnovážné polohy. Matematické kyvadlo je netlumený mechanický oscilátor, tedy soustava, která po dodání počáteční energie periodicky kmitá. Je to nelineární systém, ale při malých výchylkách (± 5°) je průběh kmitání přibližně harmonický, lze jej tedy vyjádřit např. pomocí funkce sinus.

## Matematický popis
Na hmotný bod působí jen tíhová síla a tahová síla vlákna, která ho udržuje stále ve stejné vzdálenosti od závěsu. Tečná složka síly je
{\displaystyle F_{t}=mg\sin \varphi },
kde {\displaystyle g} je tíhové zrychlení a φ je úhel, o který je vlákno vychýleno z rovnovážné polohy.
Pro tečné zrychlení platí:
{\displaystyle a_{t}=v'(t)=(l\omega )'=l\varphi ''(t).}
Diferenciální rovnice pohybu kyvadla je z 2. Newtonova pohybového zákona tedy
{\displaystyle {\ddot {\varphi }}=-{\frac {g}{l}}\sin \varphi }, což je Cauchyho–Eulerova diferenciální rovnice, a
kde {\displaystyle l} je délka vlákna.
Pokud je maximální výchylka z rovnovážné polohy {\displaystyle \varphi _{\rm {max}}} malá (viz přesné řešení dále), lze funkci sinus nahradit lineární funkcí - přímo úhlem (v obloukové míře)
{\displaystyle \sin \varphi \approx \varphi }.
Diferenciální rovnice má proto podstatně jednodušší tvar (lineární homogenní 2. řádu)
{\displaystyle {\ddot {\varphi }}+{\frac {g}{l}}\varphi =0.}
Tato rovnice má partikulární řešení pro počáteční úhlovou výchylku {\displaystyle \varphi _{m}} (jejíž velikost je amplitudou) a nulovou počáteční rychlost
{\displaystyle \varphi (t)=\varphi _{m}\cos \left({\sqrt {\frac {g}{l}}}\cdot t\right)},
kde {\displaystyle t} je čas, což je pohybová rovnice lineárního harmonického oscilátoru s kruhovou frekvencí ω a periodou T
{\displaystyle \omega ={\sqrt {\frac {g}{l}}},T=2\pi {\sqrt {\frac {l}{g}}}}.
Je vidět, že periodu ovlivňuje pouze délka kyvadla a (místní) tíhové zrychlení, hmotnost závaží na ni samozřejmě nemá vliv. Matematické kyvadlo lze tedy použít k měření místního tíhového zrychlení.

## Reálné kyvadlo
Neuvažujeme-li pouze malé výchylky kyvadla jako v předchozím případě, je mnohem náročnější pohybovou diferenciální rovnici vyřešit. K jejímu řešení je potřeba vyšší transcendentní funkce úplný eliptický integrál I. druhu
{\displaystyle K(k)=\int _{0}^{\pi /2}{1 \over {\sqrt {1-k^{2}\sin ^{2}{u}}}}\,du\,}
pomocí nějž lze vyjádřit přesný vzorec pro periodu v závislosti na úhlovém rozkmitu {\displaystyle \varphi _{m}\in (0;{\frac {\pi }{2}}\rangle }
{\displaystyle T(\varphi _{m})=4{\sqrt {\ell  \over g}}\,K\left(\sin {\varphi _{m} \over 2}\right).}
Kyvadlo už v tomto případě není harmonický oscilátor. Periodu kmitání kyvadla lze vyjádřit pomocí řady
{\displaystyle T=2\pi {\sqrt {\frac {l}{g}}}\left(1+\left({\frac {1}{2}}\right)^{2}\sin ^{2}\left({\frac {\varphi _{m}}{2}}\right)+\left({\frac {1\cdot 3}{2\cdot 4}}\right)^{2}\sin ^{4}\left({\frac {\varphi _{m}}{2}}\right)+...\right)}.
Pokud uvažujeme nenulové tření při pohybu kyvadla přímo úměrné rychlosti, klesá maximální výchylka při kmitání exponenciálně v závislosti na čase.

### Redukovaná délka
Délka {\displaystyle l} matematického kyvadla, které se kývá stejně (tzn. má stejnou periodu) jako fyzické kyvadlo, se nazývá redukovaná délka fyzického kyvadla. Mají-li být periody stejné pak platí
{\displaystyle l^{\star }={\frac {J}{ml}}},
kde {\displaystyle l^{\star }} představuje redukovanou délku kyvadla, {\displaystyle m} je hmotnost tělesa, {\displaystyle l} je vzdálenost závěsu od těžiště a {\displaystyle J} je moment setrvačnosti tělesa vzhledem k ose rotace.

### Reverzní kyvadlo

Reverzní kyvadlo.

Pokud naneseme na přímku, která je kolmá k ose otáčení {\displaystyle O} a současně prochází těžištěm tělesa, redukovanou délku kyvadla, dostaneme bod {\displaystyle O^{\prime }}. Tento bod se nazývá střed kyvu a má tu vlastnost, že těleso, zavěšené na ose procházející bodem {\displaystyle O^{\prime }} má stejnou periodu, jako těleso zavěšené v bodě {\displaystyle O}.
Je-li totiž moment setrvačnosti tělesa k ose jdoucí těžištěm {\displaystyle J_{0}} a jeho moment setrvačnosti kolem rovnoběžné osy kyvu {\displaystyle J}, pak redukovaná délka je
{\displaystyle l={\frac {J_{0}+ma^{2}}{ma}}={\frac {J_{0}}{ma}}+a},
kde {\displaystyle a} označuje vzdálenost těžiště od bodu {\displaystyle O}.
Kýve-li se těleso kolem středu kyvu {\displaystyle O^{\prime }}, platí podle Steinerovy věty
{\displaystyle J^{\prime }=J_{0}+m{(l-a)}^{2}}
Pro redukovanou délku dostaneme
{\displaystyle l^{\prime }={\frac {J^{\prime }}{m(l-a)}}={\frac {J_{0}}{m(l-a)}}+(l-a)}
Z předchozích vztahů pak plyne
{\displaystyle l^{\prime }=a{\frac {l-a}{l-a}}+(l-a)=l}
Redukovaná délka pro osu {\displaystyle O^{\prime }} je tedy stejná jako pro původní osu {\displaystyle O}.
Pokud je těleso zavěšeno v bodě {\displaystyle O^{\prime }}, který je od bodu {\displaystyle O} vzdálen o redukovanou délku {\displaystyle l}, dostaneme tzv. reverzní (převratné) kyvadlo. Perioda převratného kyvadla je opět dána vztahem
{\displaystyle T=2\pi {\sqrt {\frac {l}{g}}}}.